# Temple Cloud
Temple Cloud är en by i Bath and North East Somerset i Somerset i England. Byn är belägen 13 km 
från Bath. Orten har 1 369 invånare (2016).